# Палісадник хімкорпусу держуніверситету
Паліса́дник хімко́рпусу держуніверсите́ту — парк-пам'ятка садово-паркового мистецтва місцевого значення в Україні. Розташований у місті Ужгороді Закарпатської області, на вулиці Фединця, 54 (поруч з корпусом Хімічного факультету Ужгородського національного університету). 
Площа 0,2 га. Статус надано згідно з рішенням Закарпатського облвиконкому від 18.11.1969 року № 414. Перебуває у віданні Ужгородського національного університету. 
Статус надано з метою збереження скверу з насадженнями дерев і кущів різних видів. У сквері встановлено пам'ятник угорському поету Габору Дойко. 
Цінний для естетичних, рекреаційних і освітньо-виховних цілей. 